# Долішнє Абланово
Долішнє Абла́ново (болг. Долно Абланово) — село в Русенській області Болгарії. Входить до складу общини Русе.

## Населення
За даними перепису населення 2011 року у селі проживали 223 особи, усі — болгари.
Розподіл населення за віком у 2011 році:
Динаміка населення: